# ВЕС Ріл-Флетс
ВЕС Ріл-Флетс (англ. Rhyl Flats) — британська офшорна вітроелектростанція, споруджена в Ірландському морі біля північного узбережжя Уельсу.
Місце для розміщення ВЕС обрали за 8 км від Абергіл. У 2008 році тут за допомогою плавучого крану Svanen здійснили монтаж фундаментів, тоді як баржа AMT Explorer забезпечила прокладання трьох кабелів для підключення до берегової енергомережі.
Встановленням турбін повинні були займатись самопідйомні установки Lisa A та Titan 1, проте останнє судно затонуло 27 жовтня при транспортуванні із США. Враховуючи це, а також погані погодні умови, монтаж вітрових агрегатів відклали до наступного року. Lisa A розпочала роботу в кінці квітня 2009-го, а пізніше до неї приєдналось судно Titan 2 (належало тій же компанії, що і затонулий Titan 1).
ВЕС складається із 25 вітроагрегатів компанії Siemens типу SWT-3.6-107 з одиничною потужністю 3,6 МВт та діаметром ротора 107 метрів, які встановлені на баштах висотою 75 метрів в районі з глибинами моря 10 метрів.